# Rigor mortis
Rigor mortis или мртвачка укоченост је један од препознатљивих знакова смрти (лат. mors, mortis) који је узрокован хемијском променом у мишићима након смрти, који се манифестује укоченошћу (лат. rigor) тела. У случају умерених температура, укоченост обично наступа око 3 до 4 сата након клиничке смрти, а потпуна укоченост наступа око 12 сати након смрти. Мртвачка укоченост престаје отприлике 36 сати након што је смрт наступила. Време наступања мртвачке укочености могу да варирају од неколико минута до неколико сати, у зависности од спољашње температуре. Међу чиниоцима који утичу на мртвачку укоченост су старост и стање тела, као и узрок смрти и околина. На пример, мртвачка укоченост ће наступити брже ако је умрли био активан непосредно пред смрт.
Биохемијски узрок мртвачке укочености је хидролиза АТП-а у мишићном ткиву. Аденозин трифосфат представља извор хемијске енергије неопходне за кретање. Молекули миозина, лишени АТП-а се перманентно везују за филаменте актина и граде комплекс актомиозина, што узрокује да се мишићи укоче. Након што  мишића постане 5,5, долази до ослобађања аутолитичких ензима ускладиштених у лизозомима. Главни протеолитички ензими су катеспин и калпаин. Ови ензими делују на миофибриларне протеине и хидролизују их. Услед овога долази до разбијања актомиозинског комплекса, и мишићи поново омекшавају. Овим престаје мртвачка укоченост.
Мртвачка укоченост има важну примену у форензици, јер омогућава патологу да оцени време смрти, и да одреди положај тела у време смрти.